# Zoe Ann Olsen-Jensen
Pour les articles homonymes, voir Olsen et Jensen.
Zoe Ann Olsen-Jensen (née Olsen le 11 février 1931 et morte le 23 septembre 2017) est une plongeuse américaine à la retraite. Elle participe au tremplin à 3 m aux Jeux olympiques de 1948 et de 1952 et y remporte une médaille d'argent et une de bronze, respectivement. Au cours de sa carrière, Olsen remporte 12 titres de championne AAU. 

## Jeunesse
Née à Council Bluffs, Iowa, Olsen-Jensen est la fille d’Art Olsen et Norma Bragstad Olsen. Son père est entraîneur et directeur d'école ; sa mère enseigne la natation et est décrite comme « une pionnière de la natation synchronisée ».  
Elle fréquente La Porte School à La Porte City, dans l'Iowa mais elle et sa mère déménagent à Oakland, en Californie, lorsque son père s'enrôle dans le service militaire pendant la Seconde Guerre mondiale. En 1949, elle termine ses études à la Oakland High School, où elle est présidente de classe et étudiante d'honneur. 

## Carrière
À l'âge de 9 ans, Olsen-Jensen obtient la première place au plongeon féminin en natation ouverte et en compétition de plongeon à Neenah, dans le Wisconsin. Olsen-Jensen gagne devant plus de 16 plongeuses et est la plus jeune des plus de 100 participantes. 
À l'âge de 11 ans, Olsen-Jensen est la seule vainqueur de la compétition de natation de l'Amateur Athletic Union de l'Iowa. À l'âge de 12 ans, elle termine troisième du championnat national junior AAU. 
En 1948, Olsen-Jensen remporte sa première médaille olympique en plongeon à Londres. Quatre ans plus tard, aux Jeux de Helsinki, elle remporte la médaille de bronze sur la même épreuve. 

## Distinctions
Olsen-Jensen est membre du Temple de la renommée sportive de l' Iowa. Trois fois, elle est nommée pour le prix James E. Sullivan, qui récompense « l'athlète amateur exceptionnel du pays, qu'il soit femme ou homme ». 
Elle entre à l'International Swimming Hall of Fame en 1989.

## Vie privée
Le 16 octobre 1949, Zoe Ann Olsen épouse Jackie Jensen, un joueur américain de baseball, avec lequel elle a une fille et deux fils. Le couple divorce en 1963 avant de se remarier 14 mois plus tard, puis divorcer une nouvelle fois en 1970. En 1972, elle épouse Don Bramham.

## Voir également
- Liste des membres de l'International Swimming Hall of Fame